# Ravi Vallis
La Ravi Vallis è una struttura geologica della superficie di Marte.